# Omer Pascha Latas

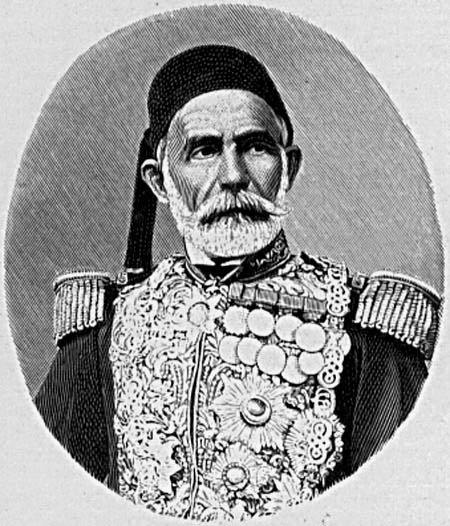
Omar Pascha

Omer Pascha Latas (auch Omar Pascha oder Ömer Lȗtfî Pascha; * 24. November 1806 in Jasenica bei Plaški, Bezirk Ogulin als Mihajlo Latas; † 18. April 1871 in Istanbul) war ein osmanischer Feldmarschall serbischer Abstammung.

## Leben
Omar Pascha wurde im kroatischen Militärgrenzland geboren, einem Grenzgebiet des Habsburgerreiches zum Osmanischen Reich (heute Kroatien). Sein Vater war Verwaltungsbeamter des Oguliner Bezirks. Omar Pascha trat als Kadett in das Oguliner Grenzregiment der österreichischen Armee ein. Er desertierte 1828, weil sein Vater entlassen wurde, trat in Bosnien (damals zum Türkischen Reich gehörig) in die Dienste des türkischen Statthalters Hussein Pascha und wurde nach Übertritt zum Islam der Erzieher von dessen Kindern. Mit Empfehlungen desselben ging er 1834 nach Konstantinopel, der Hauptstadt des Türkischen Reiches, wo er eine Anstellung als Schreiber im Kriegsministerium fand.
Bald darauf wurde Omer Efendi, wie sich Latas jetzt nannte, zum Schreiblehrer des Prinzen und späteren Sultans Abdülmecid I. ausersehen und zugleich mit dem Rang eines Yüz Başı (Kapitäns) in die türkische Armee aufgenommen. Rasch stieg er von Stufe zu Stufe, und schon 1839 erhielt er als Oberst (Bey) das Kommando eines in das damals türkische Syrien gegen den aufständischen Ibrahim Pascha beorderten Korps, mit dem er den weit überlegenen Feind bei Beksaya besiegte.
1842 wurde er mit dem Militärgouvernement im damals türkischen Libanon betraut, musste es aber wegen allzu vieler Klagen der Christen über die Härte des Renegaten gegen sie bald wieder niederlegen. 1843 machte er unter dem Oberbefehl Mustafa Reşid Paschas den Feldzug in Albanien gegen den Rebellen Dschuleka mit, den er gefangen nahm, und 1846 erhielt er das Kommando gegen die aufständischen Kurden, die er wieder unterwarf. Als 1848 die Unruhen in den von den Türken besetzten Donaufürstentümern ausbrachen, besetzte er dieselben gemeinsam mit den Russen und blieb als Militärgouverneur im damals türkischen Bukarest bis zum April 1850, worauf er einen Aufstand in Bosnien unterdrückte.

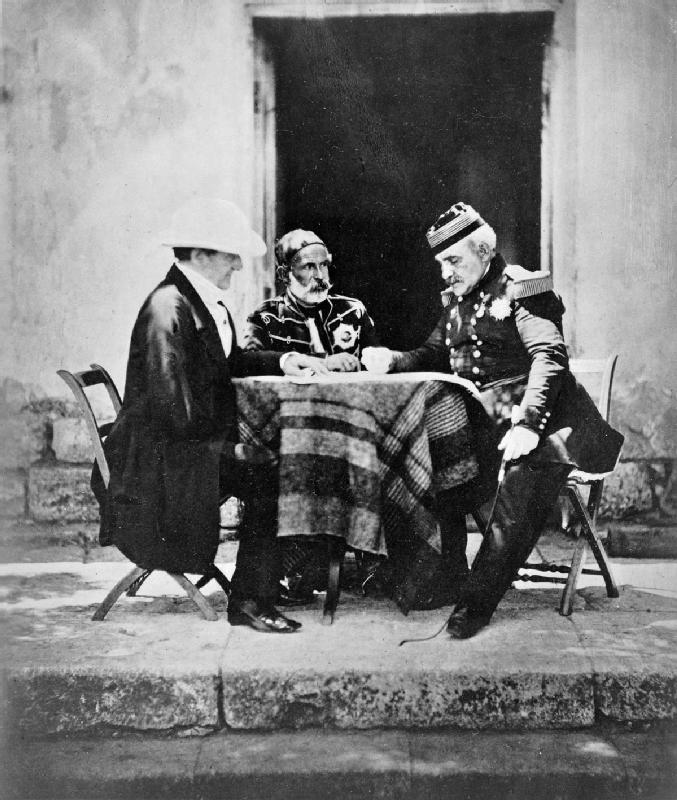
Die alliierten Befehlshaber Raglan, Omer Pascha und Pélissier im Krimkrieg

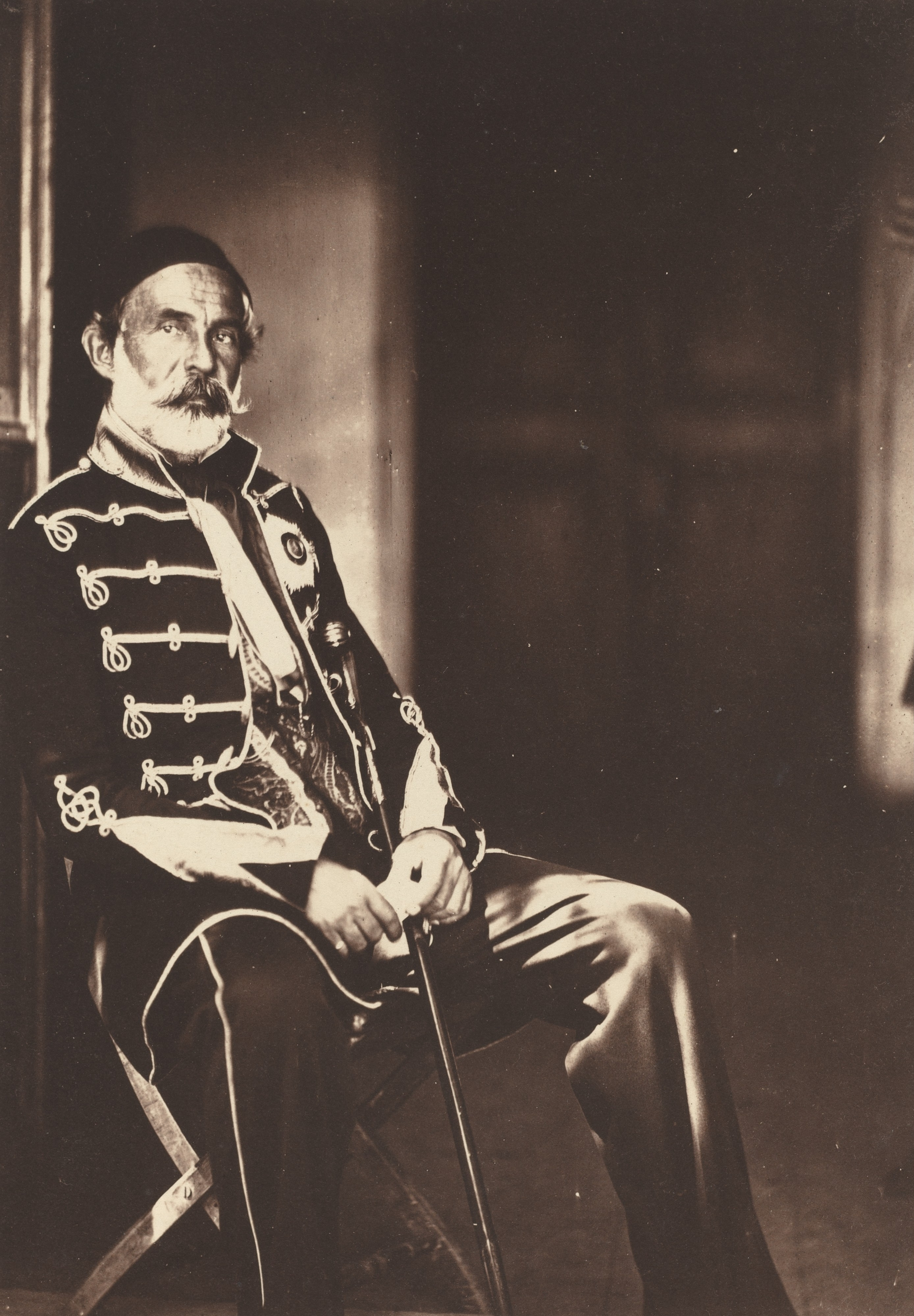
Omer Pascha (1855)

Im Juni 1853 befahl der russische Zar Nikolaus I. den Einmarsch seiner Truppen in die Donaufürstentümer und eröffnete damit den Krimkrieg.  Omer, inzwischen zum Pascha ernannt, rückte daraufhin gegen die Kaiserlich Russische Armee an der Donau vor und errang in der Schlacht von Oltenița am 4. November den ersten Sieg. Der russische Fürst Iwan Paskewitsch begann am 14. April 1854 mit der Belagerung der strategisch wichtigen Festung Silistra. Omar Pascha führte am 10. Juni eine Entsatzarmee heran und war in den Kämpfen vor Silistra erneut siegreich. Die Russen mussten die Belagerung von Silistra daher nach 55 Tagen, am 23. Juni, aufgeben. Omar Pascha rückte am 22. August in Bukarest ein. Im September 1854 wurde er mit 30.000 Türken zur Unterstützung der alliierten Briten und Franzosen auf die Krim beordert. Dort nahm er an der Belagerung von Sewastopol teil. Als die Russen im Juni 1855 die Belagerung der Festung Kars begannen, informierte Omar Pascha daraufhin am 11. Juli 1855 die Alliierten, dass er seine Truppen von der Krim nach Kleinasien verlegen würde. Die Alliierten waren gegen diese Entscheidung und stimmten dem Plan erst im September zu. Omar Paschas Ablenkungsangriff auf Kutaissi wurde schließlich durch General Bebutow vereitelt.
Zum türkischen Gouverneur von Bagdad ernannt, fiel er 1859 wegen vielfacher Überschreitung seiner Amtsgewalt in Ungnade und wurde nach Kursput verbannt. 1861 nach Konstantinopel zurückgerufen, erhielt er den Oberbefehl in der Herzegowina, wo er 1862 den Aufstand unterdrückte und mit Erfolg den Krieg gegen Montenegro führte. 1864 wurde er zum Müşir oder Feldmarschall ernannt und an die Spitze des III. Armeekorps in Monastir gestellt. 1867 wurde er nach Kreta zur Niederwerfung des griechischen Aufstandes gesandt. Trotz der grausamen Strenge, mit der er zu Werke ging, gelang es ihm nicht, desselben Herr zu werden. Im Herbst 1867 kehrte er nach Konstantinopel zurück und lebte mit dem Titel eines Serdar-ı Ekrem (Generalissimus) ohne dienstliche Stellung. 1868 war er vorübergehend als Kriegsminister tätig und starb am 18. April 1871.

### Sekundärliteratur
- Constantin von Wurzbach: Omer Pascha. In: Biographisches Lexikon des Kaiserthums Oesterreich. 21. Theil. Kaiserlich-königliche Hof- und Staatsdruckerei, Wien 1870, S. 59–64 (Digitalisat).
- Šeper: Latas (Mihajlo) Omer Pascha. In: Österreichisches Biographisches Lexikon 1815–1950 (ÖBL). Band 5, Verlag der Österreichischen Akademie der Wissenschaften, Wien 1972, S. 38 f. (Direktlinks auf S. 38, S. 39).
- Smail Balić: Ömer Lȗtfî Pascha. In: Biographisches Lexikon zur Geschichte Südosteuropas. Band 3. München 1979, S. 351 f.

### Roman
- Ivo Andrić: Omer Pascha Latas. Der Marschall des Sultans. Hanser, Stuttgart 1980, ISBN 3-446-12941-3.

## Film
- 1971 „Omer Pascha“ 6-teilige Serie von Christian Jaque mit Miha Baloh als Omer Pascha deutsch, französisch, österreichische Co. Produktion.